# ジャック・マイヨール
ジャック・マイヨール（Jacques Mayol, 1927年4月1日- 2001年12月22日）は、フランスのフリーダイバー。上海生まれ。イタリアのエルバ島にて没。

## 生涯
4歳の時、母親に初めて水とのつき合い方を教わる。10歳の時に、佐賀県唐津市の屋形石の七ツ釜ではじめてイルカと出会い、その後の生活の原点となる。
当時既に上海と長崎を結ぶ定期航路があり、雲仙や唐津が上海租界に住む西洋人の避暑地となっていた。マイヨール一家はほぼ毎夏来日し、唐津市街に近く外国人向けホテルがあった虹の松原に滞在していた。潜ることを覚えたのは虹の松原の前の海で、やがて七ツ釜にも足を運ぶようになり、兄と共に潜っていたという。
12歳で一家でフランスのマルセイユに移住。17歳で父の設計事務所で働きながらバカロレアを取得。高校を出ると北極圏でイヌイットと暮らすなど、以後コペンハーゲンを起点に旅を繰り返す。
22歳の時、ヴィブケ・ボージュ・ワズショルドとの間に長女ドッティをもうける。正式な結婚は後の25歳の時、コペンハーゲンにて執り行われた。その後水夫としてカナダのアルバータ州、アメリカのマイアミに移住。その間、レポーター、ジャーナリストとして働き、長男ジャン・ジャックが誕生する。

フロリダではフランス語系新聞の手伝いやラジオ番組のリポーターを務めながら、マイアミ水族館で働く。そこで1957年にイルカの調教を担当したことから水中での泳ぎ方などを体得。
その後水族館を退職しカイコス諸島に移住、素潜りによる伊勢エビ漁を島民に教える。その頃になると周りの勧めでフリーダイビングに挑戦するようになり、1966年にハバナにて60メートルを記録したのを皮切りにエンゾ・マイオルカと共に記録合戦を繰り広げた。1973年、イタリアに居を移し、10余りの潜水実験に参加。それにより数十メートルの深度でフリーダイビング中のマイヨールの脈拍が毎分26回になっていることや赤血球が著しく増加していることが、スキューバで潜った医師によって測定されたこともある。1976年11月23日、エルバ島にて人類史上初めて素潜りで100メートルを超える記録をつくる。この時49歳であった。
1983年、母親の葬儀に参列するためにマルセイユに行った折にリュック・ベッソンと出会う。1988年、自伝をもとにした映画『グラン・ブルー』が同監督により製作され、世界中の人にその存在を知られる。
1989年マルセイユ出身の女性編集者ジャンヌ・ラフィットと結婚し、本をいくつか出版する（そのひとつが『イルカと海に帰る日』である）。
大の親日家であり、フリーダイビングにヨーガや禅を取り入れていた。千葉県館山市坂田に別荘を設けている。1995年にはTBSテレビのドキュメンタリー番組『いのちの響』に出演したことがある。1997年の秋にはテレビ朝日系列『27HOUR SPECIAL CHALLENGE 97』内で放送された『イルカが海に帰る日　～ユキよ、自由の海を泳げ～』のスペシャルゲストを担当した。
ダイビングの第一線から引退した後は、イルカと人間との共存を訴えた。晩年はうつ病を患っていた。2001年12月22日、エルバ島の自宅の部屋で首吊り自殺をしているのが発見された。遺体のそばのテーブルの上に、『グラン・ブルー』のビデオと、直前に出演したテレビ朝日の『グレートマザー物語 ジャック・マイヨールの母』（演出：北村亜子、佐藤VINCI）のビデオが置いてあった。撮影時から孫に伝えたいメッセージをこの番組を通して残したいと話していた。自殺直前の経緯については、兄ピエールらの『ジャック・マイヨール、イルカと海に還る』に詳しい。
遺骨はトスカーナ州沿岸に散骨された。

## マイヨールの記録
- 1966年：60 m
- 1976年：100 m
- 1983年：105 m（当時55歳）

## 著作
- 自伝『イルカと、海へ還る日』（原題：ホモ・デルフィナス、関邦博訳）講談社、1993年2月 ISBN 4062061473。改訂版・講談社文庫、2008年
- 『海の記憶を求めて』（兄ピエールとの共著、北沢真木訳）翔泳社、1998年7月 ISBN 4881356372
- 『海の人々からの遺産』（写真解説、外山厚子ほか訳）翔泳社、1999年9月 ISBN 488135776X

## 関連映画
- 『Blue Symphony　ブルーシンフォニー　ジャック・マイヨールの愛した海』監督みつよしたかひろ

製作：産学共同映像研究所有限責任事業組合/東京大学大学院情報学環/唐津市、2008年10月。東京国際映画祭招待作品